# Jassidophaga beathricis
Jassidophaga beathricis är en tvåvingeart som först beskrevs av Ernest F. Coe 1966.  Jassidophaga beathricis ingår i släktet Jassidophaga, och familjen ögonflugor. Arten har ej påträffats i Sverige.